# Olaf Siebart
Olaf Siebart (* 3. Januar 1962) ist ein ehemaliger deutscher Fußballspieler.

## Werdegang
Der 1,80 Meter große Siebart, der als Stürmer zum Einsatz kam, spielte für den Wolfenbütteler SV. Zwischenzeitlich war er zwei Jahre lang Spieler der A-Jugendmannschaft von Eintracht Braunschweig, bestritt in der Saison 1985/86 dann wieder für den WSV in der Oberliga Nord Punktspiele und schloss sich zur Saison 1986/87 erneut der Eintracht an, für die er in der 2. Bundesliga neun Punktspiele bestritt (sechsmal als Ein-, dreimal als Auswechselspieler) und ein Tor erzielte; dieses gelang ihm am 9. August 1986 (3. Spieltag) bei der 2:3-Niederlage im Heimspiel gegen Arminia Bielefeld mit dem Tor zum 1:3 in der 59. Minute.
Als Trainer war der gelernte Bankkaufmann beim SV Kissenbrück und beim MTV Wolfenbüttel tätig. Beim MTV brachte er sich auch in die Leitung der Jugendabteilung ein.